# Omoforio

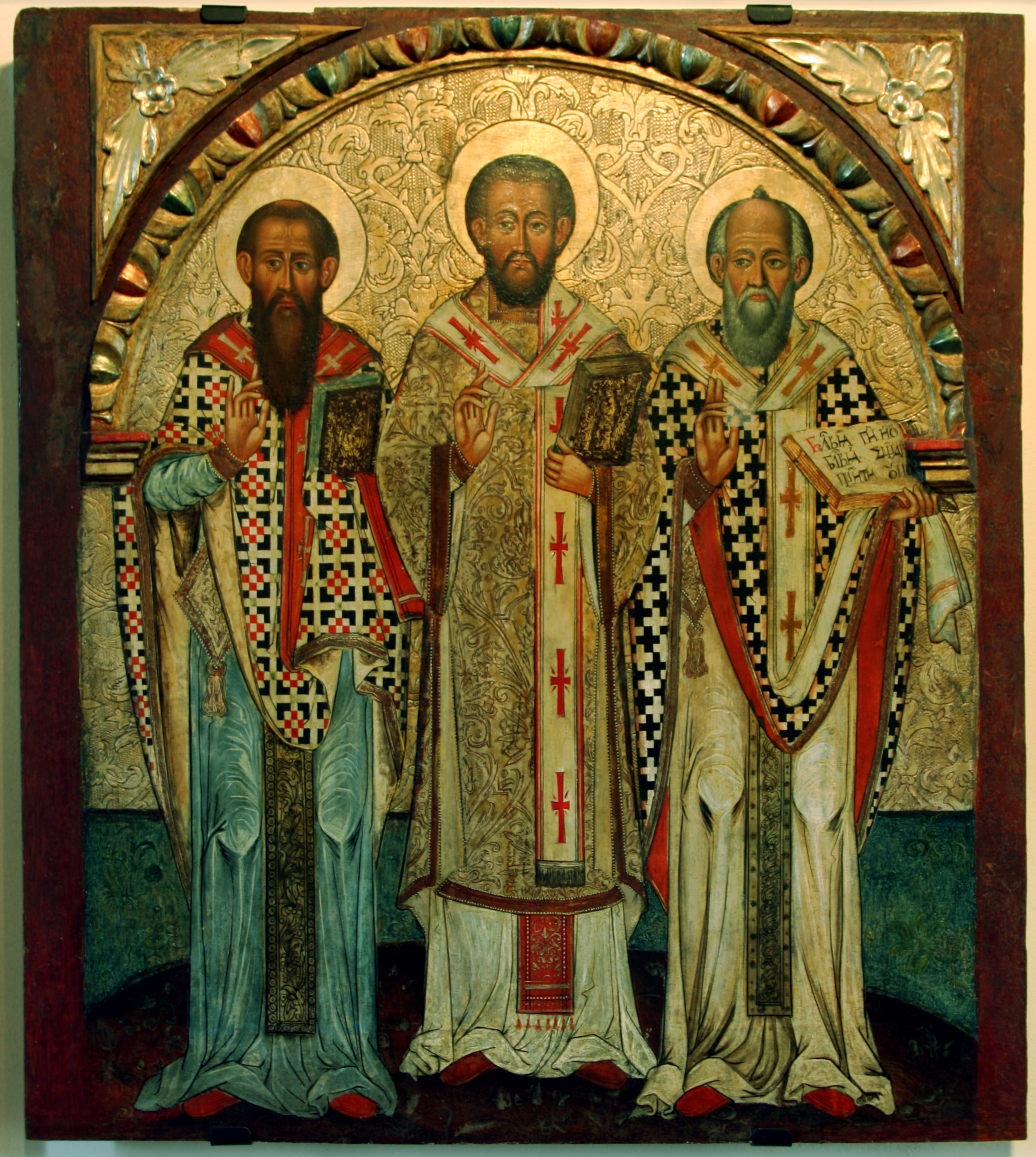
San Basilio el Grande, san Juan Crisóstomo y san Gregorio el Teólogo portando el omoforio con cruces sobre sus hombros.

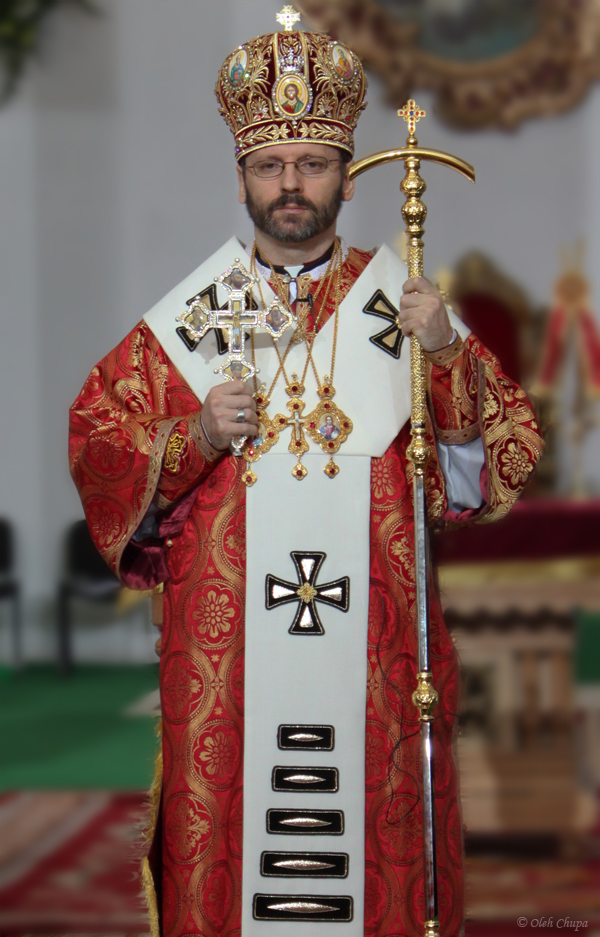
Sviatoslav Shevchuk, arzobispo mayor de Kiev–Galicia, utilizando un omoforio blanco cosido en forma de Y (con cinco barras en la parte inferior, que indican su posición como cabeza de una Iglesia de rito oriental).

El omoforio u omoforion (del griego ὠμοφόριον omophórion, «portar sobre la espalda») es un ornamento litúrgico usado por los obispos ortodoxos y por los obispos católicos orientales del rito bizantino.
El omoforio es una tira de tela larga de cerca de 15 centímetros de ancho, curva en el centro, de manera que se pueda correr detrás del cuello y descansar sobre los hombros, haciendo ascender la extremidad sobre el cuello. Originalmente de lana, es una banda de brocado decorativo con 4 cruces y una estrella de 8 puntas, adornado con bordados que lo atraviesan y termina con tres líneas que distinguen a la orden episcopal, sacerdotal y diconal. En comparación con el omoforio antiguo, el largo ha aumentado con el paso del tiempo.
Según una hipótesis, el omoforio ha sido una derivación del pallium romano, y a su vez el palio del rito romano de la Iglesia católica ha sido una derivación del omoforio. Así que el omoforio es para los ortodoxos lo que el palio para los católicos de rito romano. Por otra parte, el omoforio es un tipo de accesorio en forma de franja que se porta sobre las casullas, similar al que llevaban los emperadores bizantinos sobre las dalmáticas conocido como loros imperial.
Según algunas interpretaciones, el omoforio representa el cordero cargado sobre las espaldas, símbolo del obispo como buen pastor, lo que ha forzado que esta indumentaria sea confeccionada con lana; sin embargo, hay quienes afirman que esta interpretación ha sido dada en una época posterior.
A diferencia del palio, el omoforio no se reserva para los arzobispos metropolitanos, sino que puede ser portado por todo obispo.